# رهنيشك (كاهشنغ)
رهنيشك (بالفارسية: رهنیشک) هي مستوطنة تقع في إيران في قسم كاهشنغ الريفي. يقدر عدد سكانها بـ 130 نسمة .